# Lliga alemanya de futbol 2018-19
La Fußball-Bundesliga 2018-19 va ser la 56a edició de La lliga alemanya de futbol, la competició futbolística més important del país.

## Classificació
| Pos | Equip                    | PJ | PG | PE | PP | GF | GC | DG  | Pts | Classificació o descens                                    |
| --- | ------------------------ | -- | -- | -- | -- | -- | -- | --- | --- | ---------------------------------------------------------- |
| 1   | Bayern Munic (C)         | 34 | 24 | 6  | 4  | 88 | 32 | +56 | 78  | Classificació per la Fase de Grups de la Lliga de Campions |
| 2   | Borussia Dortmund        | 34 | 23 | 7  | 4  | 81 | 44 | +37 | 76  | Classificació per la Fase de Grups de la Lliga de Campions |
| 3   | RB Leipzig               | 34 | 19 | 9  | 6  | 63 | 29 | +34 | 66  | Classificació per la Fase de Grups de la Lliga de Campions |
| 4   | Bayer Leverkusen         | 34 | 18 | 4  | 12 | 69 | 52 | +17 | 58  | Classificació per la Fase de Grups de la Lliga de Campions |
| 5   | Borussia Mönchengladbach | 34 | 16 | 7  | 11 | 55 | 42 | +13 | 55  | Classificació per la Fase de Grups de la Lliga Europa      |
| 6   | VfL Wolfsburg            | 34 | 16 | 7  | 11 | 62 | 50 | +12 | 55  | Classificació per la Fase de Grups de la Lliga Europa      |
| 7   | Eintracht Frankfurt      | 34 | 15 | 9  | 10 | 60 | 48 | +12 | 54  | Classificació per la Segona ronda de la Lliga Europa       |
| 8   | Werder Bremen            | 34 | 14 | 11 | 9  | 58 | 49 | +9  | 53  |                                                            |
| 9   | 1899 Hoffenheim          | 34 | 13 | 12 | 9  | 70 | 52 | +18 | 51  |                                                            |
| 10  | Fortuna Düsseldorf       | 34 | 13 | 5  | 16 | 49 | 65 | −16 | 44  |                                                            |
| 11  | Hertha BSC               | 34 | 11 | 10 | 13 | 49 | 57 | −8  | 43  |                                                            |
| 12  | Mainz 05                 | 34 | 12 | 7  | 15 | 46 | 57 | −11 | 43  |                                                            |
| 13  | SC Freiburg              | 34 | 8  | 12 | 14 | 46 | 61 | −15 | 36  |                                                            |
| 14  | Schalke 04               | 34 | 8  | 9  | 17 | 37 | 55 | −18 | 33  |                                                            |
| 15  | FC Augsburg              | 34 | 8  | 8  | 18 | 51 | 71 | −20 | 32  |                                                            |
| 16  | VfB Stuttgart (R)        | 34 | 7  | 7  | 20 | 32 | 70 | −38 | 28  | Play-off per la permanència                                |
| 17  | Hannover 96 (R)          | 34 | 5  | 6  | 23 | 31 | 71 | −40 | 21  | Descens a la 2. Bundesliga                                 |
| 18  | 1. FC Nürnberg (R)       | 34 | 3  | 10 | 21 | 26 | 68 | −42 | 19  | Descens a la 2. Bundesliga                                 |

1. ↑  Com que el guanyador de la Copa alemanya de futbol 2018-19, el Bayern de Munic, va aconseguir la plaça per a la Lliga de Campions gràcies a la posició a la lliga, la plaça que dona dreta a jugar la fase de grups de la Lliga Europa va quedar pel 6è classificat.
2. ↑  Com que la plaça que dona dreta a jugar la fase de grups de la Lliga Europa va quedar pel 6è classificat, la que dona dret a jugar la segona ronda prèvia va ser pel 7è classificat.

## Resultats
| Casa \ Fora         | AUG | BSC | BRE | DOR | DÜS | FRA | FRE | HAN | HOF | LEI | LEV | MAI | MÖN | MUN | NÜR | SCH | STU | WOL |
| ------------------- | --- | --- | --- | --- | --- | --- | --- | --- | --- | --- | --- | --- | --- | --- | --- | --- | --- | --- |
| FC Augsburg         | —   | 3–4 | 2–3 | 2–1 | 1–2 | 1–3 | 4–1 | 3–1 | 0–4 | 0–0 | 1–4 | 3–0 | 1–1 | 2–3 | 2–2 | 1–1 | 6–0 | 2–3 |
| Hertha BSC          | 2–2 | —   | 1–1 | 2–3 | 1–2 | 1–0 | 1–1 | 0–0 | 3–3 | 0–3 | 1–5 | 2–1 | 4–2 | 2–0 | 1–0 | 2–2 | 3–1 | 0–1 |
| Werder Bremen       | 4–0 | 3–1 | —   | 2–2 | 3–1 | 2–2 | 2–1 | 1–1 | 1–1 | 2–1 | 2–6 | 3–1 | 1–3 | 1–2 | 1–1 | 4–2 | 1–1 | 2–0 |
| Borussia Dortmund   | 4–3 | 2–2 | 2–1 | —   | 3–2 | 3–1 | 2–0 | 5–1 | 3–3 | 4–1 | 3–2 | 2–1 | 2–1 | 3–2 | 7–0 | 2–4 | 3–1 | 2–0 |
| Fortuna Düsseldorf  | 1–2 | 4–1 | 4–1 | 2–1 | —   | 0–3 | 2–0 | 2–1 | 2–1 | 0–4 | 1–2 | 0–1 | 3–1 | 1–4 | 2–1 | 0–2 | 3–0 | 0–3 |
| Eintracht Frankfurt | 1–3 | 0–0 | 1–2 | 1–1 | 7–1 | —   | 3–1 | 4–1 | 3–2 | 1–1 | 2–1 | 0–2 | 1–1 | 0–3 | 1–0 | 3–0 | 3–0 | 1–2 |
| SC Freiburg         | 5–1 | 2–1 | 1–1 | 0–4 | 1–1 | 0–2 | —   | 1–1 | 2–4 | 3–0 | 0–0 | 1–3 | 3–1 | 1–1 | 5–1 | 1–0 | 3–3 | 3–3 |
| Hannover 96         | 1–2 | 0–2 | 0–1 | 0–0 | 0–1 | 0–3 | 3–0 | —   | 1–3 | 0–3 | 2–3 | 1–0 | 0–1 | 0–4 | 2–0 | 0–1 | 3–1 | 2–1 |
| 1899 Hoffenheim     | 2–1 | 2–0 | 0–1 | 1–1 | 1–1 | 1–2 | 3–1 | 3–0 | —   | 1–2 | 4–1 | 1–1 | 0–0 | 1–3 | 2–1 | 1–1 | 4–0 | 1–4 |
| RB Leipzig          | 0–0 | 5–0 | 3–2 | 0–1 | 1–1 | 0–0 | 2–1 | 3–2 | 1–1 | —   | 3–0 | 4–1 | 2–0 | 0–0 | 6–0 | 0–0 | 2–0 | 2–0 |
| Bayer Leverkusen    | 1–0 | 3–1 | 1–3 | 2–4 | 2–0 | 6–1 | 2–0 | 2–2 | 1–4 | 2–4 | —   | 1–0 | 0–1 | 3–1 | 2–0 | 1–1 | 2–0 | 1–3 |
| Mainz 05            | 2–1 | 0–0 | 2–1 | 1–2 | 3–1 | 2–2 | 5–0 | 1–1 | 4–2 | 3–3 | 1–5 | —   | 0–1 | 1–2 | 2–1 | 3–0 | 1–0 | 0–0 |
| Borussia M.         | 2–0 | 0–3 | 1–1 | 0–2 | 3–0 | 3–1 | 1–1 | 4–1 | 2–2 | 1–2 | 2–0 | 4–0 | —   | 1–5 | 2–0 | 2–1 | 3–0 | 0–3 |
| Bayern de Múnic     | 1–1 | 1–0 | 1–0 | 5–0 | 3–3 | 5–1 | 1–1 | 3–1 | 3–1 | 1–0 | 3–1 | 6–0 | 0–3 | —   | 3–0 | 3–1 | 4–1 | 6–0 |
| 1. FC Nürnberg      | 3–0 | 1–3 | 1–1 | 0–0 | 3–0 | 1–1 | 0–1 | 2–0 | 1–3 | 0–1 | 1–1 | 1–1 | 0–4 | 1–1 | —   | 1–1 | 0–2 | 0–2 |
| FC Schalke 04       | 0–0 | 0–2 | 0–2 | 1–2 | 0–4 | 1–2 | 0–0 | 3–1 | 2–5 | 0–1 | 1–2 | 1–0 | 0–2 | 0–2 | 5–2 | —   | 0–0 | 2–1 |
| VfB Stuttgart       | 1–0 | 2–1 | 2–1 | 0–4 | 0–0 | 0–3 | 2–2 | 5–1 | 1–1 | 1–3 | 0–1 | 2–3 | 1–0 | 0–3 | 1–1 | 1–3 | —   | 3–0 |
| VfL Wolfsburg       | 8–1 | 2–2 | 1–1 | 0–1 | 5–2 | 1–1 | 1–3 | 3–1 | 2–2 | 1–0 | 0–3 | 3–0 | 2–2 | 1–3 | 2–0 | 2–1 | 2–0 | —   |

## Play-off
| Equip de la 1.Bundesliga | Global | Equip de la 2.Bundesliga | Anada | Tornada |
| ------------------------ | ------ | ------------------------ | ----- | ------- |
| VfB Stuttgart            | 2–2    | Union Berlin             | 2–2   | 0–0     |

### Anada
| VfB Stuttgart           | 2–2     | Union Berlin                  |
| ----------------------- | ------- | ----------------------------- |
| Gentner 41' · Gómez 51' | Informe | Abdullahi 43' · Friedrich 68' |

### Tornada
| Union Berlin | 0–0     | VfB Stuttgart |
| ------------ | ------- | ------------- |
|              | Informe |               |